# Бозон I (Прованс)
Бозон I (895—935) — средневековый феодальный правитель. Сын герцога Бургундии Ричарда I, брат французского короля Рауля.
С 921 года — граф в Верхней Бургундии, светский аббат монастыря Муаенмутье.
По сообщению Флодоарда, 15 ноября 923 года Бозон убил больного графа Рихвина Верденского. Мотив этого убийства не известен.
Около 928 года Бозон женился на Берте Арльской (ок. 910—965), дочери Бозона Тосканского, и в 931 году получил от тестя Авиньон и Арль.
Бозон умер бездетным в сентябре 935 года (после 13-го числа) и похоронен в аббатстве Сен-Реми в Реймсе. Его вдова Берта вышла замуж за герцога Аквитании Раймунда II. Владения Бозона унаследовал его брат, герцог Бургундии Гуго Чёрный.